# 王鱼
王鱼（?—?），十六国时前秦大臣。京兆（治今西安市）人，苻生时中书令。
350年，苻健自称晋朝的征西大将军、都督关中诸军事、雍州刺史，任命王鱼、安定人程肱、胡文等为军谘祭酒。苻健死后，苻生继承皇位，王鱼为中书令。355年，王鱼与中书监胡文上奏苻生：“天文有变，有彗星划过大角星座，荧惑（火星）进入井宿。大角，是帝王的星座；井宿，是秦国分野。不出三年就会出现国有大丧，大臣戮死，要求生修德避免丧乱。”苻生说：“皇后与朕对临天下，可以应验国有大丧。毛太傅、梁车骑、梁仆射受遗辅政，可以应验大臣戮死。”因此杀害梁皇后及太傅毛贵、尚书令梁楞、左仆射梁安等公卿大臣。